# 郭敬明抄袭案
郭敬明抄袭案，是指2003年至2006年的庄羽控诉郭敬明抄袭案，2006年北京市高級人民法院判决郭敬明小说《梦里花落知多少》抄袭庄羽小说《圈里圈外》成立。此案入选2006年北京十大知识产权典型案例，是最著名的中国知识产权官司之一。

## 案件背景
郭敬明是新概念作文大赛一等奖得主，因2003年出版长篇小说《幻城》走红。郭敬明和韩寒两人被认为是少年作家中最受瞩目的人物，深受青少年欢迎。
2003年起，郭敬明在《萌芽》杂志上开始连载长篇小说《梦里花落知多少》，受到读者的欢迎。当年11月，《梦里花落知多少》小说由春风文艺出版社出版，不到一月时间已销售60万册。
但部分读者发现，郭敬明的这部《梦里花落知多少》，在人物性格和语言上，与女作家庄羽在2003年1月出版的小说《圈里圈外》相当雷同，质疑郭敬明抄袭庄羽。庄羽得知这一情况后，开始请律师维权，但郭敬明和春风文艺出版社则否认抄袭一事。

## 案件经过

### 起诉
2003年12月，庄羽将郭敬明、出版发行单位春风文艺出版社及销售商北京图书大厦诉上法庭，请求法院判决三被告立即停止侵害，赔礼道歉，并索赔经济损失50万元等。
2004年12月，北京市第一中级人民法院作出一审判决，认定郭敬明所著《梦里花落知多少》侵犯了庄羽的著作权，判令被告郭敬明、春风文艺出版社立即停止《梦里花落知多少》一书的出版发行，共同赔偿原告庄羽经济损失20万元，被告北京图书大厦有限责任公司停止销售《梦里花落知多少》一书。但郭敬明方不服判决，提出上诉。

### 终审判决
2006年5月，北京市高级人民法院终审判决，维持北京市第一中级人民法院的一审判决，认定郭敬明所著《梦里花落知多少》对庄羽的《圈里圈外》整体上构成抄袭，判决郭敬明与春风文艺出版社赔偿庄羽经济损失20万元，春风文艺出版社与北京图书大厦停止《梦里花落知多少》的出版、销售行为。法院还认定郭敬明的抄袭与出版行为给庄羽造成了严重的精神损失，判决其赔偿庄羽精神抚慰金1万元。此外，还要求郭敬明与出版社在15日内在《中国青年报》上公开道歉。

### 郭敬明拒绝致歉
事后，郭敬明通过经纪人将赔款支付给庄羽，拒绝按判决书规定向原告公开道歉。2006年6月15日，庄羽向北京第一中级人民法院递交强制执行的申请。2006年12月13日，该法院接受申请并将判决公告刊登在《中国青年报》上。
郭敬明的部分粉丝因此案对庄羽产生仇视情绪，在社交媒体上多次攻击庄羽。韩寒在2006年在博客以“狗护主”批判郭敬明粉丝的行为。庄羽在2010年在博客上发表《写给郭敬明粉丝的一些话》回应郭敬明粉丝的攻击。
2014年，琼瑶诉于正抄袭案胜利后，庄羽通过微博发布博文《由琼瑶女士胜诉想到的》，回顾自己诉郭敬明官司的细节。

### 郭敬明被批评
郭敬明以导师身份参与《演员请就位》节目录制并播出，此事于2020年12月22日，被宋方金、余飞等111位影视从业者发起联名抵制，指责郭敬明未对自己的违法行为作出任何检讨，还在网络平台和电视台上卖弄其「成功学」，是造成社会恶劣影响的「文贼」。宋方金隔日联名抵制名单新增45位影视从业者，呼吁媒体平台应停止对有劣迹从业者的宣传炒作和抄袭剽窃者不该成为社会榜样。
2020年12月25日，人民日报海外版《侠客岛》发表提名为：“影视抄袭剽窃者，怎能成为榜样？”的文章。

### 郭敬明道歉
2020年12月31日零时，自案发后15年，郭敬明在新浪微博发表就抄袭事件的道歉文，提出把《梦里花落知多少》的全部收益赔偿给庄羽，若庄羽不接受赔偿则捐给公益慈善机构的提议。当日上午，庄羽在新浪微博回应接受道歉，并建议将赔款用于共同成立“反剽窃基金”，此提议被郭敬明接受。

## 社会反响

### 郭敬明道歉前的社会反响

#### 支持庄羽
- 韩寒激烈批判郭敬明粉丝无视抄袭的态度[22]。
- 张悦然在博客上发表《当郭敬明成为宗教[23]》和《80后：一场“奥斯维辛”悲剧[24]》，反对社会对抄袭现象的漠视和郭敬明粉丝对抄袭的无所谓态度。
- 王朔直斥郭敬明“不要脸”，“小偷”[25]。网友发现王朔的小说《顽主》的对话也被郭敬明抄袭[26]。

- 徐鹏、王晓虹、宋金强、吕晶等10位80后作家，于2006年6月20日发表《80后10青年作家致郭敬明的公开信》，信中呼吁郭敬明尽快道歉，否则将联手发动读者抵制其作品[27]。
- 《纽约时报》上刊登撰稿人Aventurina King（中文名金小鱼）介绍郭敬明的《China’s Pop Fiction》一文[28]，有提及郭敬明抄袭官司等负面消息。但后来的国内媒体宣传却变成了“《纽约时报》评郭敬明为最成功作家”[29]，与Aventurina King的原意不符。

#### 支持郭敬明
- 郭敬明的部分粉丝对判决结果不满，甚至发出“抄袭有理”的声音[30]。

## 反剽窃基金
2021年2月26日，庄羽将46万人民币的捐赠款打入中国华文教育基金会账户，基金会表示此款将专款专用为保护著作者合法权益、繁荣文化事业作出积极贡献。郭敬明当日回应称会立刻将300万汇入该账户。

## 其他抄袭争议
郭敬明2003年出版的长篇小说《幻城》就曾被指抄袭日本著名漫画《圣传》，受庄羽案的影响，《幻城》抄袭争议再次受到关注。
后来郭敬明出的几部长篇小说，无一不受到抄袭质疑。《夏至未至》被指抄袭日本漫画《NANA》，《悲伤逆流成河》被指抄袭落落的小说《年华是无效信》，《爵迹》被指抄袭日本漫画《Fate》，《小时代》被抄袭美国电影《穿Prada的女王》。因为抄袭事件的影响，2007年郭敬明进入中国作家协会时，被作协部分成员和公众激烈反对。

## 衍生文化
- 2006年首播的律师题材电视剧《律政佳人2》里有一个当红青年女作家抄袭不知名男作家的案子。这段情节被认为是影射郭敬明抄袭官司，并得到该剧编剧缪永的承认[39]。
- 郭敬明2005年出版的小说《夏至未至》，男主角为插画家傅小司，在书里被一个想红的女插画家冯晓翼诬告抄袭，并被判决抄袭成立。这段情节被认为影射自己的抄袭案，并有意丑化了庄羽[40]。